# 交通系IC卡全國通用服務

IC卡間互相使用關係

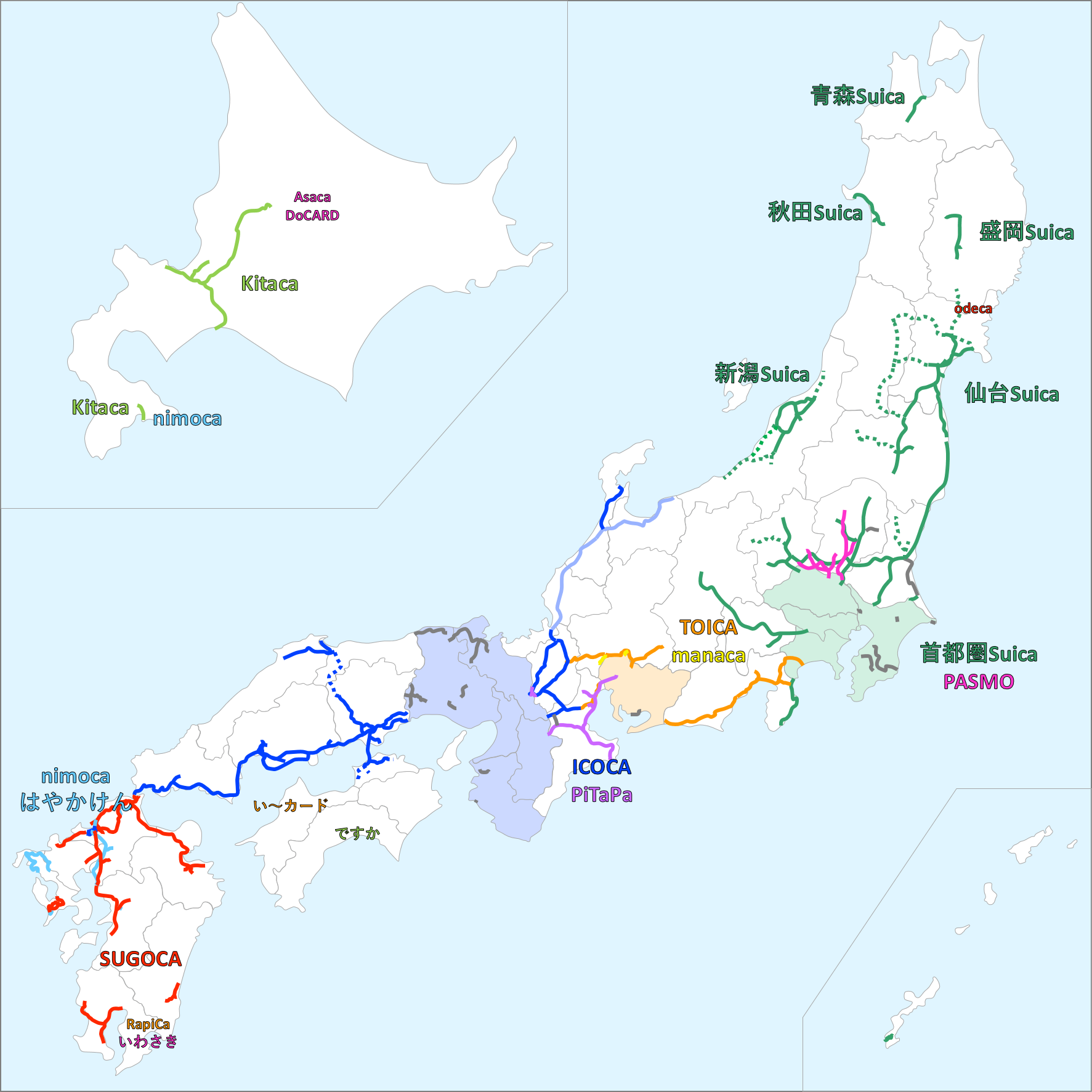
交通系IC卡鐵路使用範圍

交通系IC卡全國通用服務是日本的儲值車票當中採用非接觸式IC卡方式、具有電子貨幣功能的乘車卡聯盟（以下稱「交通系IC卡」），可以進行儲值車票機能及電子貨幣機能（除一部分例外）互相通用的服務，自2013年3月23日起啟動。需要注意的是，這些IC卡的範圍不一定有覆蓋同一間公司的所有車站，也不能在跨越各卡片範圍時使用。
包括以下11個團體發行的10種卡片：
- 北海道旅客鐵道（JR北海道、Kitaca）
- 東日本旅客鐵道（JR東日本、Suica）
- 東海旅客鐵道（JR東海、TOICA）
- 西日本旅客鐵道（JR西日本、ICOCA）
- 九州旅客鐵道（JR九州、SUGOCA）
- PASMO
- 名古屋交通開發機構（日语：名古屋交通開発機構）（manaca）
- Surotto KANSAI（日语：スルッとKANSAI）（PiTaPa）
- 福岡市交通局（Hayakaken）
- 西日本鐵道（nimoca）

上述各公司發行的10種卡片統稱為10卡。

## 概要
上述10卡，原則上無論持有的是哪一張卡都可在其他IC卡範圍內作乘車卡之用。同時10卡當中個別卡片締結互相使用協定時，也可用於10卡以外的卡片範圍。除PiTaPa以外的9種交通系IC卡均可互相通用電子錢包。
10卡可透過IC卡互相使用中心進行互相使用伴隨的數據處理等。某些一部分地域限定交通系IC卡（後述）亦可途經10卡系統容許10卡單向使用。自此，47個都道府縣當中45個都道府縣縣廳所在地及人口20萬人以上的115個都市當中包括全部20個政令指定都市與82個都市都可以某種方式使用10卡。
設有共通的標誌，是交通系形象設計帶有集電弓與車輪的「IC」的文字標誌。

## 對象公司列表
只記錄公司啟用IC卡的日期，擴大使用範圍不計算在內。截至2024年7月16日，可用於共335間公司。。另外，粗體的12間公司的鐵道和巴士皆可使用。
- Kitaca範圍：北海道旅客鐵道
- PASMO範圍：伊豆箱根鐵道、江之島電鐵、小田急電鐵、橫濱海岸線、關東鐵道、京王電鐵、京成電鐵、京濱急行電鐵、埼玉高速鐵道、相模鐵道、首都圈新都市鐵道、新京成電鐵、西武鐵道、多摩都市單軌電車、東急電鐵、東京地下鐵、東京都交通局、東武鐵道、東葉高速鐵道、箱根登山鐵道、北總鐵道、舞濱度假區線、百合鷗、橫濱高速鐵道、橫濱市交通局、伊豆箱根巴士（日语：伊豆箱根バス）、江之電巴士（日语：江ノ電バス）、小田急巴士（日语：小田急バス）、小田急公路巴士（日语：小田急ハイウェイバス）、神奈川中央交通、神奈川中央交通東、神奈川中央交通西（日语：神奈川中央交通）、川崎市交通局、川崎鶴見臨港巴士（日语：川崎鶴見臨港バス）、關東巴士、京王電鐵巴士、京王巴士、京成巴士、成田機場交通（日语：成田空港交通）、千葉中央巴士（日语：千葉中央バス）、千葉海濱交通（日语：千葉海浜交通）、千葉內陸巴士（日语：千葉内陸バス）、東京灣城交通（日语：東京ベイシティ交通）、千葉花巴士（日语：ちばフラワーバス）、千葉彩虹巴士（日语：ちばレインボーバス）、千葉城市巴士（日语：ちばシティバス）、千葉綠巴士（日语：ちばグリーンバス）、京成鎮巴士（日语：京成タウンバス）、京成交通巴士（日语：京成トランジットバス）、京成巴士系統（日语：京成バスシステム）、京濱急行巴士、國際興業（日语：国際興業）、小湊鐵道、相鐵巴士（日语：相鉄バス）、西武巴士、西武觀光巴士、立川巴士（日语：立川バス）、千葉交通（日语：千葉交通）、東急巴士、東急TRANSSÉS（日语：東急トランセ）、東京機場交通、利木津乘客服務（日语：リムジン・パッセンジャーサービス）、東武巴士中央、東武巴士西、東武巴士日光（日语：東武バス日光）、朝日自動車、茨城急行自動車、國際十王交通（日语：国際十王交通）、川越觀光自動車、阪東自動車、西東京巴士（日语：西東京バス）、日東交通（日语：日東交通 (千葉県)）、箱根登山巴士、日立自動車交通（日语：日立自動車交通）、富士急流動（日语：富士急モビリティ）、富士特快（日语：フジエクスプレス）、富士急湘南巴士、富士急巴士（日语：富士急バス）、富士急城市巴士（日语：富士急シティバス）、富士急靜岡巴士（日语：富士急静岡バス）、石川的士富士（日语：石川タクシー富士）、船橋新京成巴士（日语：船橋新京成バス）、松戶新京成巴士（日语：松戸新京成バス）、平和交通、Aska交通（日语：あすか交通）、西岬觀光（日语：西岬観光）、山梨交通（日语：山梨交通）、橫濱交通開發（日语：横浜交通開発）、關鐵觀光（日语：関鉄観光バス）、關鐵綠巴士（日语：関鉄グリーンバス）、關鐵紫巴士（日语：関鉄パープルバス）、湘南單軌電車、京成的士成田（日语：京成タクシー成田）、鷹巴士（日语：イーグルバス）、東洋巴士（日语：東洋バス）、千葉海濱巴士（日语：千葉シーサイドバス）、關越交通（日语：関越交通）、東海巴士（日语：東海バス）、秩父鐵道
- Suica範圍：札幌市交通局、札幌市交通事業振興公社（日语：札幌市交通事業振興公社）、東日本旅客鐵道、仙台機場鐵道、仙台市交通局、埼玉新都市交通、伊豆急行、富士山麓電氣鐵道、JR北海道巴士、定鐵（日语：じょうてつ）、北海道中央巴士（日语：北海道中央バス）、JR巴士關東、岩手縣交通、新潟交通、宮城交通（日语：宮城交通）、東京單軌電車、東京臨海高速鐵道、JR科技巴士（日语：ジェイアールバステック）、新潟交通觀光巴士、宮城巴士（日语：ミヤコーバス）、越後交通、頸城自動車、I.K聯盟、泉觀光巴士、JR巴士東北、蒲原鐵道（日语：蒲原鉄道）、沖繩都市單軌電車、關東自動車、岩手縣北自動車、八戶市交通部（日语：八戸市営バス）、青森市企業局（日语：青森市営バス）、青森市社區巴士（日语：青森市市バス）運行公司[注釋 3]、十和田觀光電鐵、秋北巴士（日语：秋北バス）、上信觀光巴士、群馬中央巴士（日语：群馬中央バス）、日本中央巴士、日本中央交通（日语：日本中央バス）、群馬巴士（日语：群馬バス）、矢島的士（日语：矢島タクシー）、永井運輸（日语：永井運輸）、山交巴士、山交約車（日语：山交ハイヤー）、米澤市社區巴士（日语：米沢市市民バス）運行公司[注釋 4]、庄內交通、秋田中央交通（日语：秋田中央交通）、秋田市社區巴士運行公司[注釋 5]、宇都宮市社區的士（日语：宇都宮市の地域内交通）運行公司[a]、上信約車（日语：上信ハイヤー）
- manaca範圍：名古屋市交通局、名古屋臨海高速鐵道、名古屋導軌巴士、名古屋鐵道、豐橋鐵道、愛知高速交通、名鐵巴士（日语：名鉄バス）、知多乘合（日语：知多乗合）、豐榮交通（日语：豊栄交通 (愛知県)）、Ohwa（日语：オーワ (愛知県)）
- TOICA範圍：東海旅客鐵道、愛知環狀鐵道
- PiTaPa範圍：京阪電氣鐵道、阪急電鐵、能勢電鐵、大阪市高速電氣軌道、阪神電氣鐵道、大阪單軌電車、北大阪急行電鐵、阪急巴士（日语：阪急バス）、神姬巴士（日语：神姫バス）、南海電氣鐵道、泉北高速鐵道、山陽電氣鐵道、神戶新交通、神戶市交通局、叡山電鐵、大阪機場交通（日语：大阪空港交通）、岡山電氣軌道、兩備控股、下津井電鐵（日语：下津井電鉄）、神姬Zoon巴士（日语：神姫ゾーンバス）、近畿日本鐵道、京都市交通局、神戶電鐵、奈良交通（日语：奈良交通）、NC巴士（日语：エヌシーバス）、靜岡鐵道、靜鐵Justline（日语：しずてつジャストライン）、京阪巴士（日语：京阪バス）、京阪京都交通（日语：京阪京都交通）、伊丹市交通局（日语：伊丹市交通局）、高槻市交通部（日语：高槻市交通部）、中鐵巴士（日语：中鉄バス）、阪神巴士（日语：阪神バス）、神鐵巴士（日语：神鉄バス）、水間鐵道、神姬綠巴士（日语：神姫グリーンバス）、WEST神姬（日语：ウエスト神姫）、山陽巴士（日语：山陽バス）、京福電氣鐵道、江若交通（日语：江若交通）、近鐵巴士（日语：近鉄バス）、京都京阪巴士（日语：京都京阪バス）、南海巴士（日语：南海バス）、南海翼巴士（日语：南海ウイングバス南部）、阪堺電氣軌道、西日本JR巴士、三重交通、三交伊勢志摩交通（日语：三交伊勢志摩交通）、三重急行自動車、八風巴士（日语：八風バス）、本四海峽巴士（日语：本四海峡バス）、京都巴士（日语：京都バス）、尼崎交通事業振興（日语：尼崎交通事業振興）、關西機場交通（日语：関西空港交通）、大阪城市巴士、南海林間巴士（日语：南海りんかんバス）、淡路交通（日语：淡路交通）、和歌山巴士（日语：和歌山バス）、和歌山巴士那賀（日语：和歌山バス那賀）、名阪近鐵巴士（日语：名阪近鉄バス）
- ICOCA範圍：西日本旅客鐵道、四國旅客鐵道、IR石川鐵道、愛之風富山鐵道、高松琴平電氣鐵道、廣島電鐵、HD西廣島（日语：エイチ・ディー西広島）、瀨戶內海汽船（日语：瀬戸内海汽船）、宮島松大汽船（日语：宮島松大汽船）、廣島觀光開發（日语：広島観光開発）、JR西日本宮島渡輪、瀨戶內產交（日语：瀬戸内産交）、山陽巴士（日语：さんようバス）、岩國巴士、鍋的士（日语：なべタクシー）、富士交通（日语：富士交通）、野呂山的士（日语：野呂山タクシー）、朝日交通、東和交通、吳交通、倉橋交通（日语：倉橋交通）、廣島巴士（日语：広島バス）、廣島交通（日语：広島交通）、廣交觀光（日语：広交観光）、藝陽巴士（日语：芸陽バス）、備北巴士（日语：備北交通）、中國JR巴士、石見交通（日语：石見交通）、鞆鐵道（日语：鞆鉄道）、廣島高速交通、Forble（日语：フォーブル）、中國巴士（日语：中国バス）、井笠巴士公司（日语：井笠バスカンパニー）、君田交通（日语：君田交通）、琴電巴士（日语：ことでんバス）、江田島巴士（日语：江田島バス）、廿日市交通、廣電流動服務（日语：ひろでんモビリティサービス）、近江鐵道、湖國巴士（日语：湖国バス）、松江市交通局（日语：松江市交通局）、一畑巴士、四日市明日狹軌鐵道、富山地方鐵道、宇部市交通局（日语：宇部市交通局）、尾道巴士（日语：おのみちバス）、廿日市Carp的士（日语：カープタクシー）、大阪巴士（日语：大阪バス）、河南町社區巴士運行公司[b]、防長交通（日语：防長交通）（3/25起）、小豆島橄欖巴士（日语：小豆島オリーブバス）[8]、Hapi-line Fukui
- Hayakaken範圍：福岡市交通局
- nimoca範圍：西日本鐵道、西鐵巴士北九州（日语：西鉄バス北九州）、西鐵巴士佐賀（日语：西鉄バス佐賀）、西鐵巴士久留米（日语：西鉄バス久留米）、西鐵巴士筑豐（日语：西鉄バス筑豊）、西鐵巴士大牟田（日语：西鉄バス大牟田）、西鐵巴士宗像（日语：西鉄バス宗像）、西鐵巴士二日市（日语：西鉄バス二日市）、日田巴士（日语：日田バス）、昭和自動車、大分交通、大分巴士（日语：大分バス）、龜之井巴士（日语：亀の井バス）、JR九州巴士、熊本市交通局、宮崎交通（日语：宮崎交通）、佐賀市交通局（日语：佐賀市交通局）、筑豐電氣鐵道、函館市企業局（日语：函館市企業局）、函館巴士（日语：函館バス）、祐德自動車、松浦鐵道、長崎電氣軌道、九州急行巴士（日语：九州急行バス）、長崎縣交通局（日语：長崎県交通局）、長崎縣央巴士（日语：長崎県央バス）、西肥自動車、佐世保巴士（日语：させぼバス）、山電交通（日语：サンデン交通）、北九州市交通局、堀川巴士（日语：堀川バス）（3/25起）
- SUGOCA範圍：九州旅客鐵道、北九州高速鐵道、熊本電氣鐵道、九州產交巴士、產交巴士、熊本巴士（日语：熊本バス）、熊本都市巴士（日语：熊本都市バス）、長崎自動車、西海交通（日语：さいかい交通）

## 沿革
- 2013年（平成25年）

互相使用的擴大（截至2018年3月）。

  - 3月23日：上述10張卡片開始全國通用服務[5]。鐵道、巴士合計142間公司參加。同時全國通用服務開始可用於新潟交通（Ryuto（日语：りゅーと）範圍）（僅10卡=>Ryuto單向使用）。
  - 6月22日：開始可用於札幌地區各公司（SAPICA範圍）（僅10卡=>SAPICA單向使用）[9]。
- 2014年（平成26年）
  - 3月1日：神戶新交通啟用全國通用服務[10]。
  - 3月21日：山陽電氣鐵道啟用全國通用服務[11]。
- 2015年（平成27年）
  - 3月3日：神戶電鐵及北神急行電鐵啟用全國通用服務[12]。
  - 3月14日：全國通用服務開始可用於JR東日本BRT路段（odeca範圍）（僅10卡=>odeca單向使用）[13]。
  - 4月17日：高槻市營巴士（日语：高槻市交通部）啟用全國通用服務[14]。
- 2016年（平成28年）
  - 3月12日：名古屋臨海高速鐵道及名古屋導向巴士啟用全國通用服務[15]。
  - 3月23日：全國通用服務開始可用於熊本地區各社（熊本熊IC CARD（日语：熊本地域振興ICカード）範圍）（單向使用），熊本熊IC卡開始與熊本市交通局間限定互相使用[16]。
  - 3月26日：全國通用服務開始可用於仙台地區各社（icsca範圍）（單向使用），icsca開始與Suica仙台範圍間限定互相使用[17]。
  - 4月1日：大阪機場交通（日语：大阪空港交通）、阪急巴士（日语：阪急バス）、阪急田園巴士（日语：阪急田園バス）、阪神巴士（日语：阪神バス）、神姬巴士（日语：神姫バス）、神姬綠巴士（日语：神姫グリーンバス）、神姬zone巴士（日语：神姫ゾーンバス）、西神姬（日语：ウエスト神姫）、神鐵巴士（日语：神鉄バス）、尼崎交通事業振興（日语：尼崎交通事業振興）、奈良交通（日语：奈良交通）、NC巴士（日语：エヌシーバス）、京阪巴士（日语：京阪バス）、京都京阪巴士（日语：京都京阪バス）、京阪京都交通（日语：京阪京都交通）、江若交通（日语：江若交通）啟用全國通用服務[18]。
  - 6月10日：能勢電鐵啟用全國通用服務[19]。
- 2017年（平成29年）
  - 4月1日：多摩單軌電車及橫濱海岸線啟用全國通用服務[20]。
  - 4月15日：神戶市巴士及神戶交通振興（日语：神戸交通振興）啟用全國通用服務[21]。
  - 10月1日：全國通用服務開始可用於岡山電氣軌道、兩備控股、中鐵巴士（日语：中鉄バス）（只限國道53號（日语：国道53号）的岡電巴士共同運行班次）、下津井電鐵（日语：下津井電鉄）（單向使用）[22]（ICOCA/PiTaPa自2006年10月1日起通用）。
- 2018年（平成30年）
  - 3月3日：全國通用服務開始可用於高松琴平電氣鐵道（IruCa範圍）（單向使用）[23]。
  - 3月17日：全國通用服務開始可用於廣島地區各社（PASPY範圍）（單向使用）[24]（ICOCA自2008年3月1日起通用）。
- 2019年（平成31年）
  - 1月29日：全國通用服務開始可用於君田交通（日语：君田交通）（單向使用）[25]。
  - 3月2日：全國通用服務開始可用於琴電巴士（日语：ことでんバス）（單向使用）[26]。
- 2020年（令和2年）
  - 2月16日：全國通用服務開始可用於長崎自動車集團（Enutas T卡（日语：Tポイント#エヌタスTカード）範圍）（單向使用）[27]。
  - 3月23日：伊丹市交通局（日语：伊丹市交通局）啟用全國通用服務[28]。
- 2021年（令和3年）
  - 3月16日：山陽巴士（日语：山陽バス）啟用全國通用服務[29]。
  - 3月21日：備有Suica機能的地域連攜IC卡『totra』開始服務，也可供全國通用服務[30]。
  - 3月27日：備有Suica機能的地域連攜IC卡『岩手綠證』開始服務，也可供全國通用服務[31]。
  - 10月1日：小豆島橄欖巴士（日语：小豆島オリーブバス）啟用全國通用服務（單向使用）[8]。
- 2022年（令和4年）
  - 2月19日：備有Suica機能的地域連攜IC卡『iGUCA』開始服務，也可供全國通用服務[32]。
  - 2月26日：備有Suica機能的地域連攜IC卡『hachica』開始服務，也可供全國通用服務[33]。
  - 3月5日：備有Suica機能的地域連攜IC卡『AOPASS』開始服務，也可供全國通用服務[34]。
  - 3月12日：備有Suica機能的地域連攜IC卡『秋北橙證』與『nolbé』開始服務，也可供全國通用服務[35][36]。
  - 3月26日：備有Suica機能的地域連攜IC卡『AkiCa』開始服務，也可供全國通用服務[37]。
  - 4月29日：十和田觀光電鐵開始發行備有Suica機能的地域連携IC卡『十和田天藍證』[38][39]。該公司於2022年3月5日起啟用IC卡乘車服務，也可供全國通用服務[40]。
  - 5月14日：備有Suica機能的地域連携IC卡『cherica』啟用，也可供全國通用服務[41]。
- 2023年（令和5年）
  - 2月25日：地域連携IC卡『MegoICa』啟用，可使用全國通用服務[42]。
  - 7月1日：odeca更新地域連携IC卡，開始與全國通用服務完全互通。
- 2024年（令和6年）
  - 5月18日：地域連携IC卡LOCOCA投入使用，並與全国通用服務互通。
- 2025年（令和7年）
  - 3月1日：KURURU轉換為地域連携IC卡，並開始與全国通用服務互通。

## 使用方法

### 作為IC卡乘車券使用
可互相使用範圍
- Kitaca範圍
- Suica範圍 - 包括各地域連攜IC卡引入範圍
- PASMO範圍 - 關東鐵道（鐵道線）、千葉都市單軌電車除外（只限使用PASMO、Suica）[43]。
- TOICA範圍
- manaca範圍
- ICOCA範圍
- PiTaPa範圍
- SUGOCA範圍
- nimoca範圍
- Hayakaken範圍

僅能單向使用範圍
在這些範圍可使用10卡，但不能在10卡範圍使用下述卡片。
- 可以Suica系統為媒介使用範圍[4]
  - SAPICA範圍（札幌市交通局等）
  - icsca範圍（仙台市交通局等）
  - odeca範圍（JR東日本的BRT[注釋 7]）
  - Ryuto（日语：りゅーと）範圍（新潟交通）
- 可以ICOCA系統為媒介使用範圍[4]
  - PASPY範圍（廣島縣內私鐵、巴士公司）[45]
  - IruCa範圍（只限高松琴平電氣鐵道、琴電巴士（日语：ことでんバス））[46]
- 可以SUGOCA系統為媒介使用範圍[4]
  - Enutas T卡（日语：Tポイント#エヌタスTカード）範圍（長崎自動車集團）[27]
  - 熊本地域振興IC卡（熊本熊IC卡）（日语：熊本地域振興ICカード）範圍（熊本縣內的私鐵、巴士公司）

#### 新幹線乘車服務
登記卡片後可作為搭乘新幹線的車票。
- Smart EX（日语：エクスプレス予約#スマートEXサービス）（東海道、山陽新幹線、九州新幹線）
- 新幹線e車票（日语：新幹線eチケット）（東北、北海道、上越、北陸、山形、秋田新幹線)
- 觸碰即Go!新幹線（日语：タッチでGo!新幹線）（JR東日本管轄的所有新幹線）

### 作為電子錢包使用
PiTaPa以外的9種交通系IC卡均可作為電子錢包使用，可用於購物時支付。
便利店等在互相使用的前提下可透過當地地域發行的特定1種交通系IC卡對應多數情況（羅森、Poplar等）。
以下的交通機關雖不能作為IC乘車券使用，但在車站售票機等地可使用交通系IC卡支付購買乘車券所需費用。但因這使用了電子錢包支付功能，故PiTaPa不能使用。
- Kitaca支付
  - 北都交通（日语：北都交通 (北海道)） - 只限新千歲機場營業所窗口購買巴士乘車券[47][48]
- Suica支付
  - 佐渡汽船 - 汽車渡輪限定2等大人通過單向專用閘機支付（其他座位需在售票機支付）[49]
- PASMO支付
  - 筑波觀光鐵道[50]
  - 高尾登山電鐵（纜車）
  - 箱根索道
  - 東京灣渡輪（日语：東京湾フェリー）[51]
- manaca支付
  - 名鐵海上觀光船（日语：名鉄海上観光船） - 只限河和港、師崎港購買乘船券[52]
- ICOCA支付
  - まちづくり加賀（日本海觀光巴士委托運行業務） - 只限在窗口購入CANBUS乘車券
  - 嵯峨野觀光鐵道
  - 智頭急行 - 只限在上郡站、大原站、智頭站窗口購買乘車券類[53][54]
  - 日之丸自動車、日之丸約車（日语：日ノ丸ハイヤー） - 只限鳥取沙丘柯南機場、米子鬼太郎機場售票機購入利木津巴士乘車券[55][56]
  - 松江一畑交通（日语：松江一畑交通） - 只限米子鬼太郎機場、出雲結緣機場售票機購入利木津巴士乘車券[56][57][58][59]
  - 出雲一畑交通（日语：出雲一畑交通） - 只限出雲結緣機場售票機購入利木津巴士乘車券[58][60][61]
  - 中鐵巴士（日语：中鉄バス） - 只限岡山桃太郎機場售票機購入利木津巴士（日语：岡山空港リムジンバス）乘車券（也可使用PiTaPa購物服務、WAON、nanaco、樂天Edy）[62][63]
  - 瀨戶內觀光汽船（日语：瀬戸内観光汽船）
  - 國際兩備渡輪（日语：国際両備フェリー）
  - 瀨戶內遊船（日语：瀬戸内クルージング）[64]
  - 瀨戶內海汽船（日语：瀬戸内海汽船）、石崎汽船（日语：石崎汽船） - 只限廣島港宇品客運碼頭、吳中央棧橋、松山觀光港窗口購入廣島－吳－松山航路乘船券[65][66]。
  - 瀨戶內Sea Line（日语：瀬戸内シーライン） - 只限廣島港宇品客運碼頭售票機購入廣島－宮島航路乘船券[67]。
  - 德島巴士（日语：徳島バス） - 只限德島站前、德島阿波舞機場售票機購入利木津巴士、路線巴士乘車券[68][69]
  - 四國渡輪（日语：四国フェリー）
- Hayakaken支付
  - 福岡市港灣局（福岡市營渡船（日语：福岡市営渡船））
- nimoca支付
  - 下關山電的士、宇部山電的士（日语：サンデン交通#主な関連会社）（下關站－山口宇部機場間穿梭的士）[70]
  - 鹿兒島市船舶局（櫻島渡輪）

卡片最低餘額的限制
manaca、TOICA與icsca於各自之使用範圍內使用時可以任意卡片餘額(包含0)進站乘車，但下車或出站時必須加值或補票至足額方可出站，但於全國共通使用範圍內使用時必須於乘車前儲值至高於以下規定餘額方可進站乘車。此外，預付車費的交通機關（部分巴士、路面電車等）也只能在卡片餘額大於應付票價時方可使用。
然而，Smart EX/新幹線e車票沒有不能使用SF利用進行閘外⇔新幹線閘內的限制，在通過新幹線轉乘閘口時餘額必須高於在來線的卡範圍限制，並在新幹線閘口更新進站紀錄。（同一車站的情況不扣款）
- 1日圓以上：ICOCA、PiTaPa、PASPY使用範圍
- 10日圓以上：SAPICA、IruCA、SUGOCA、nimoca、Hayakaken使用範圍
- 1000日圓以上：Suica的新幹線定期券乘車服務
- 最低票價以上：Kitaca、Suica（包括使用「一觸即Go!新幹線」時[c]）、PASMO使用範圍
  - 閘外轉乘有效與定期券路段內除外。然而，至轉乘站為止的車費起往目的地的車費更便宜時不會補回差額[d]。

## 今後預定

### 啟用全國通用服務（單向使用）
下述卡片預定在今後可互相使用或單向使用。
ecomyca / passca（富山地方鐵道）　※包括舊富山輕軌（passca範圍）
富山地方鐵道引入的IC卡（passca為舊富山輕軌已經引入的IC卡）。2021年10月10日起市內電車線（富山軌道線、富山港線）範圍已經併用引入ICOCA服務（既有的IC卡不修改系統，引入新規格的ICOCA），市內電車線以外未定。
RapiCa（鹿兒島市交通局他）
鹿兒島市交通局等引入的IC卡。2017年報道正在檢討將來是否通用交通系IC卡全國通用服務。截至2022年2月仍未啟用。
OKICA（沖繩IC卡加盟各公司）
沖繩都市單軌電車（Yui-rail）與沖繩本島內主要巴士公司引入的IC卡。2020年3月10日起Yui-rail併用引入Suica服務（不修改既有IC卡系統，引入新規格的Suica），巴士公司則未定。

### 全國通用服務的內容變更、結束
PASPY引入公司
由於本身所有公司都已經實現全國通用服務的單向使用，自2025年3月29日起PASPY停用，並切換至新引入的ICOCA系統，可以繼續使用全國通用服務。
但是，廣島電鐵集團各社，獨自開發的乘車券支付系統MOBIRY DAYS於2024年9月7日（先行路線於同年7月20日）引入，相應地改為ICOCA的簡易型終端機的全國通用服務。為此，電車、巴士車內不能充值，亦不可作為定期券使用，只限使用卡內餘額。
MOBIRY DAYS與全國通用服務沒有互換性，沒有引入ICOCA的簡易型終端機路線（比如備北交通的一部分路線），PASPY服務結束時也同步結束全國互相通用服務。
熊本熊IC CARD引入公司
引入熊本熊IC CARD的熊本電氣鐵道以及九州產交巴士等其他3間公司，由於沒有收費機器更新的政府補助，故此各間公司以收入惡化為理由，更新費用高昂而明確表示全國通用服務單向使用於2024年11月16日起廢除。自2025年2月24日起，引進信用卡非接觸式支付，開支可以壓縮至半額。
同時，熊本熊IC CARD與nimoca雙方皆可使用的熊本市電，也公佈自2026年春起完全脫離包括nimoca在內的全國通用服務。熊本市電將引入信用卡非接觸式支付，全國通用服務的有無對機器更新費用的變動較少，優先統一地域內的車費支付方法。

### 腳註
1. ↑  Asehi的士、泉的士、雀的士、關東交通委托運行。
2. ↑  MK觀光巴士委托運行。
3. ↑  此情況的「首次乘車」為車費與特急費用合算額，以較低者為準。
4. ↑  例：出發站→轉乘站（出發站起200日圓，此時扣除200日圓）→目的地站（出發站起計180日圓，在此情況下不會退還20日圓）等等。
5. ↑  西日本旅客鐵道與JR西日本Techsia（日语：JR西日本テクシア）開發，可於巴士、地域鐵道使用的ICOCA系統簡易型IC終端機[74]。

1. ↑  起初為JR東日本與PASMO（舊公司名：PASSNET、巴士IC卡）首都圈IC卡互相使用服務共同出資設立的企業[3]。
2. ↑  交通系IC卡全國互相使用服務在縣內全域都不能使用的有青森縣、秋田縣、德島縣、愛媛縣、高知縣5縣[4]。當中愛媛縣已引入IC e卡、高知縣已引入Desuca，但都不能使用交通系IC卡全國互相使用服務。
3. ↑  受八洲交通、青森觀光巴士、弘南巴士委托運行。
4. ↑  受村正運輸、辻自動車、山交巴士委托運行。
5. ↑  受秋田中央運輸、高尾約車、國王的士委托運行。
6. ↑  icsca可用於Suica仙台範圍，發行熊本熊IC卡的熊本市電參與nimoca，存在地域限定。
7. ↑  2019年6月起至2021年3月為止，包括岩手縣交通的盛岡都心循環巴士「Denden Mushi」也是對象（實證實驗）。

### 來源
1. ↑  . www.japan-guide.com.   [2023-03-20]. （原始内容存档于2023-05-25） （英语）.
2. ↑   (PDF). 国土交通省.   [2020-03-20]. （原始内容存档 (PDF)于2016-09-09）.
3. ↑   (PDF) (新闻稿). 東日本旅客鉄道ほか. 2004-01-13  [2017-04-01]. （原始内容存档 (PDF)于2012-06-20）.
4. 1 2 3 4 5 6   (PDF). 国土交通省総合政策局公共交通政策部. 2017-03-31  [2017-04-01]. （原始内容存档 (PDF)于2020-11-04）.
5. 1 2   (PDF) (新闻稿). 東日本旅客鉄道・北海道旅客鉄道・PASMO協議会・名古屋市交通局・名古屋鉄道・東海旅客鉄道・スルッとKANSAI協議会・西日本旅客鉄道・福岡市交通局・西日本鉄道・九州旅客鉄道. 2012-12-18  [2016-10-29]. （原始内容存档 (PDF)于2019-05-07）.
6. ↑  ICカード乗車券取扱約款 （页面存档备份，存于） 西日本旅客鉄道
7. ↑  manaca取扱規則 （页面存档备份，存于） エムアイシー
8. 1 2   (新闻稿). 香川県小豆島町. 2021-09-24  [2021-10-17]. （原始内容存档于2021-10-16）.
9. ↑  JR東日本、札幌市の地下鉄・路面電車・バスでSuicaの利用が可能に…6月22日から （页面存档备份，存于） レスポンス
10. ↑  3月1日より、神戸新交通（ポートライナー・六甲ライナー）で全国相互利用サービス対応開始！ PiTaPa.com
11. ↑  平成26年3月21日（金・祝）交通系ICカードの全国相互利用サービスへの対応を開始します （页面存档备份，存于） 山陽電気鉄道
12. ↑  2015年3月3日（火）、交通系ICカードの全国相互利用サービスへの対応を開始します （页面存档备份，存于） 神戸電鉄、北神急行電鉄
13. ↑  大船渡線BRTの新専用道、3月14日から使用開始…Suicaも導入 （页面存档备份，存于） レスポンス
14. ↑  全国相互利用サービス対応開始について （页面存档备份，存于） 高槻市交通部
15. ↑  名古屋臨海高速鉄道も全国ICカードに対応…3月12日から （页面存档备份，存于） レスポンス
16. ↑  熊本の電車・バス、全国相互利用ICカードに対応…3月23日から （页面存档备份，存于）レスポンス
17. ↑  IC乗車券「イクスカ」「スイカ」相互利用開始 仙台圏の地下鉄とバスで （页面存档备份，存于）仙台経済新聞
18. ↑  Suicaで乗車OK 関西16のバス事業者、交通系ICカードの全国相互利用開始 （页面存档备份，存于） 乗り物ニュース
19. ↑  交通系 IC カードの全国相互利用サービスを開始します （页面存档备份，存于） 能勢電鉄
20. ↑  多摩モノレールと横浜シーサイドラインのICカード、全国相互利用に対応 4月1日 （页面存档备份，存于） レスポンス
21. ↑  ICOCAおよびICOCA定期券の発売開始ならびに新たなICカードサービスの開始について （页面存档备份，存于） 神戸市交通局
22. ↑  岡山で全国相互利用対象の交通系ICカードがご利用いただけます。 （页面存档备份，存于） 岡山電気軌道
23. ↑   (新闻稿). 高松琴平電気鉄道株式会社、西日本旅客鉄道株式会社. 2018-01-22  [2018-02-05]. （原始内容存档于2020-10-12）.
24. ↑   (新闻稿). 公益社団法人広島県バス協会・広島電鉄株式会社・広島高速交通株式会社・西日本旅客鉄道株式会社. 2018-02-27  [2018-02-27]. （原始内容存档于2020-02-25）.
25. ↑   (PDF). 東海旅客鉄道. 2019-03-12  [2019-03-31]. （原始内容存档 (PDF)于2019-03-31）.
26. ↑   (新闻稿). 高松琴平電気鉄道株式会社、ことでんバス株式会社、西日本旅客鉄道株式会社. 2019-02-01  [2019-02-03]. （原始内容存档于2020-11-01）.
27. 1 2   (PDF) (新闻稿). 長崎自動車／九州旅客鉄道. 2020-02-05  [2020-02-16]. （原始内容存档 (PDF)于2020-02-06） （日语）.
28. ↑   (PDF). 伊丹市交通局: 1. 2020-03-01  [2021-01-19]. （原始内容 (PDF)存档于2021-01-19） （日语）.
29. ↑   (PDF) (新闻稿). 山陽バス. 2021-02-01  [2021-02-13]. （原始内容 (PDF)存档于2021-02-07）.
30. ↑   (PDF) (新闻稿). 宇都宮ICカード導入検討協議会. 2020-12-24  [2020-12-31]. （原始内容 (PDF)存档于2020-12-26） （日语）.
31. ↑   (PDF) (新闻稿). 岩手県交通. 2021-02-25  [2021-03-04]. （原始内容 (PDF)存档于2021-02-25） （日语）.
32. ↑   (PDF). みちのりホールディングス・岩手県北自動車株式会社. 2022-01-24  [2022-02-07]. （原始内容 (PDF)存档于2022-01-24）.
33. ↑  八戸圏域地域連携ICカード「ハチカ」 （页面存档备份，存于） - 八戸市
34. ↑  . 青森市. 2022-01-05  [2022-01-09]. （原始内容存档于2022-01-05） （日语）.
35. ↑  . 秋北バス株式会社. 2022-02-07  [2022-03-12]. （原始内容存档于2022-02-07）.
36. ↑  . 群馬県. 2022-02-03  [2022-03-12]. （原始内容存档于2022-02-07）.
37. ↑   (PDF). 秋田中央交通株式会社・秋田市. 2022-02-04  [2022-02-07]. （原始内容 (PDF)存档于2022-02-05）.
38. ↑   (PDF). 十和田観光電鉄株式会社. 2022-04-15  [2022-04-30]. （原始内容 (PDF)存档于2022-04-16）.
39. ↑  . デーリー東北 (デーリー東北新聞社). 2022-04-30  [2022-04-30]. （原始内容存档于2022-05-25）.
40. ↑   (PDF). 十和田観光電鉄株式会社. 2022-02-08  [2022-04-30]. （原始内容 (PDF)存档于2022-02-08）.
41. ↑   (PDF). 山交バス株式会社・庄内交通株式会社・山交ハイヤー株式会社・山形市・米沢市・山形県. 2022-01-24  [2022-05-15]. （原始内容 (PDF)存档于2022-01-24）.
42. ↑   (PDF). 弘南バスウェブサイト. 弘南バス.   [2023-02-26]. （原始内容存档 (PDF)于2023-02-24）.
43. ↑  交通系ICカードの相互利用 （页面存档备份，存于） - PASMO公式サイト 2020年4月4日閲覧
44. ↑  交通系ICカードの普及・利便性拡大に向けた検討会 とりまとめ （页面存档备份，存于） 7～8頁、国土交通省 交通系ICカードの普及・利便性拡大に向けた検討会
45. ↑  【広島電鉄株式会社からの鉄道及び軌道の旅客運賃の上限変更認可申請事案】　運輸審議会ご質問事項一覧 ［平成29年5月16日審議］PDF（国土交通省）
46. ↑  . JRおでかけネット. 西日本旅客鉄道.   [2019年9月15日]. （原始内容存档于2019年9月15日）.
47. ↑  . JR北海道.   [2018-05-27].
48. ↑  新千歳空港営業所での決済方法についての投稿（2015年4月30日）於Facebook.
49. ↑  . 佐渡汽船公式サイト.   [2019-08-04]. （原始内容存档于2020-12-01）.
50. ↑  筑波観光鉄道に対する業務監査の実施結果 （页面存档备份，存于） - 国土交通省関東運輸局
51. ↑  . 京浜急行電鉄株式会社、東京湾フェリー株式会社. 2008-05-29  [2019-09-13]. （原始内容存档于2009-05-23） （日语）.
52. ↑  . 名鉄海上観光船.   [2019-08-04]. （原始内容存档于2020-01-24）.
53. ↑  大原駅 クレジット等取扱い開始についてPDF - 智頭急行
54. ↑  上郡駅及び智頭駅 クレジット等取扱い開始についてPDF - 智頭急行
55. ↑  . 鳥取砂丘コナン空港. 2020-04-24  [2022-04-15]. （原始内容存档于2023-04-20）.
56. 1 2  . 米子鬼太郎空港.   [2021-04-08]. （原始内容存档于2023-04-16）.
57. ↑  . 松江一畑交通.   [2021-04-08]. （原始内容存档于2023-04-16）.
58. 1 2  . 出雲縁結び空港.   [2021-04-08]. （原始内容存档于2021-05-09）.
59. ↑  . 松江一畑交通.   [2021-04-08]. （原始内容存档于2023-04-21）.
60. ↑  . 出雲一畑交通.   [2021-04-08]. （原始内容存档于2023-04-25）.
61. ↑  . 出雲一畑交通.   [2021-04-08]. （原始内容存档于2023-03-29）.
62. ↑  . 岡山桃太郎空港.   [2021-04-08]. （原始内容存档于2023-01-28）.
63. ↑  . 中鉄バス.   [2021-04-08]. （原始内容存档于2023-05-13）.
64. ↑   (新闻稿). 瀬戸内クルージング・西日本旅客鉄道. 2023-01-26  [2023-02-01]. （原始内容存档于2023-03-15）.
65. ↑  . 瀬戸内海汽船. 2023-04-01  [2023-04-03]. （原始内容存档于2023-04-03）.
66. ↑  . 瀬戸内海汽船. 2023-04-01  [2023-04-03]. （原始内容存档于2023-04-03）.
67. ↑  . 瀬戸内海汽船. 2023-04-01  [2023-04-03]. （原始内容存档于2023-05-19）.
68. ↑  . 徳島阿波おどり空港.   [2022-04-16]. （原始内容存档于2023-04-21）.
69. ↑  . 徳島阿波おどり空港. 2021-03-26  [2022-04-16]. （原始内容存档于2023-04-20）.
70. ↑  . 下関山電タクシー. 2021-11-30  [2022-12-30]. （原始内容存档于2022-12-30）.
71. ↑   (PDF) (新闻稿). 富山地方鉄道／富山市／西日本旅客鉄道. 2021-09-10  [2021-09-10]. （原始内容 (PDF)存档于2021-09-10） （日语）.
72. ↑  鹿児島市電の定期券値上げへ…運賃改定を申請 2018年1月1日から （页面存档备份，存于） - レスポンス、2017年11月20日
73. ↑   (PDF) (新闻稿). 沖縄都市モノレール. 2020-02-20  [2020-02-20]. （原始内容 (PDF)存档于2020-02-20） （日语）.
74. ↑   (PDF) (新闻稿). 西日本旅客鉄道・JR西日本テクシア. 2022-02-22  [2024-03-15]. （原始内容存档 (PDF)于2022-02-22）.
75. ↑   (PDF) (新闻稿). 広島電鉄. 2024-02-07  [2024-02-07]. （原始内容存档 (PDF)于2024-05-11）.
76. ↑  . 中国放送. 2024-02-07  [2024-02-07]. （原始内容存档于2024-02-07）.
77. ↑  . 毎日新聞. 2024-05-27  [2024-05-27]. （原始内容存档于2025-01-14）.
78. ↑  . 毎日新聞. 2024-05-28  [2024-05-28]. （原始内容存档于2025-01-08）.